# (2438) Oleshko
(2438) Oleshko (1975 VO2; 1937 GE; 1954 LG; 1954 MA; 1974 JB; 1977 EM) ist ein ungefähr sieben Kilometer großer Asteroid des inneren Hauptgürtels, der am 2. November 1975 von der russischen (damals: Sowjetunion) Astronomin Tamara Michailowna Smirnowa am Krim-Observatorium (Zweigstelle Nautschnyj) auf der Halbinsel Krim (IAU-Code 095) entdeckt wurde.

## Benennung
(2438) Oleshko wurde nach Walentina Iossifowna Oleschko (1924–1943) benannt, die eine Widerstandsgruppe in Lampowo in der Nähe von Sankt Petersburg (damals: Leningrad) gründete.